# Mount Lanzerotti
Mount Lanzerotti ist ein 1550 m hoher Nunatak im westantarktischen Ellsworthland. Er ist der nördlichste der Sky-Hi-Nunatakker.
Das Advisory Committee on Antarctic Names benannte ihn 1987 nach dem US-amerikanischen Physiker Louis John Lanzerotti (* 1938) von den Bell Laboratories, einem leitenden Atmosphärenforscher auf der Siple-Station und der Amundsen-Scott-Südpolstation ab 1970, der darüber hinaus in zahlreichen Gremien zur Antarktisforschung vertreten war.